# 2S19 Msta
Il 2S19 Msta-S (in cirillico: 2С19 Мста-С?, nome in codice NATO: Farm) è un semovente d'artiglieria di fabbricazione sovietica prima e russa poi, sviluppato dalla Uraltransmaš negli anni ottanta ed entrato in servizio nelle Forze armate sovietiche nel 1989.
Progettato per neutralizzare dalla lunga distanza batterie di artiglieria, unità corazzate, linee di rifornimento, unità di difesa aerea e fortificazioni, è in grado, nelle versioni più recenti, di ingaggiare bersagli fino a 40 km di distanza. È stato prodotto in numerose versioni, tra cui la 2S19M e la 2S19M1, delle quali in ordine cronologico la più recente risulta essere la 2S19-SM2, in grado, secondo il produttore, di impiegare munizioni intelligenti capaci di estendere la gittata massima a circa 80 km.
Impiegato in numerosi paesi dell'ex blocco sovietico, al 2021 la versione SM2 è in fase di consegna presso le forze armate della Federazione Russa nelle quali gli esemplari più obsoleti del Msta-S stanno progressivamente venendo sostituiti dal nuovo Koalitsiya-SV.
Viene largamente utilizzato a partire dal 2022 nel conflitto russo-ucraino.

## Storia

### Sviluppo
L'Unione Sovietica nel corso della seconda guerra mondiale non sviluppò alcun semovente d'artiglieria, concentrando il suo sforzo sui cacciacarri e sui cannoni d'assalto, e, anche dopo la guerra, proseguì nello sviluppo di artiglieria trainata. Il primo semovente sviluppato fu il 2S1 Gvodzika da 122 mm (1974) seguito quasi contemporaneamente dal 2S3 Akatsiya da 152 mm. All'inizio degli anni '80 questi semoventi cominciavano a dimostrare l'età, quindi iniziarono gli studi per un semovente che potesse sostituirli entrambi. Date le note difficoltà economiche dell'Unione Sovietica nel corso di quegli anni, i primi esemplari furono pronti solo nel 1989, praticamente in concomitanza con il crollo dell'unione.

## Caratteristiche
Lo scafo viene costruito nelle officine Uraltransmaš di Ekaterinburg, mentre il cannone è costruito nello storico stabilimento Titan-Barrikadij di Volgograd.
Lo scafo è ricavato da quello del carro T-72, modificato con alcune migliorie introdotte nello scafo del carro T 80. Il treno di rotolamento tipo Christie è su sei grosse ruote, con la ruota folle in fronte e la ruota motrice posteriore. Il motore è il diesel V-84A policombustibile ad iniezione diretta, con una potenza massima compresa fra 780 e 840 HP, nominale di 800 HP. Quindi l'architettura del mezzo prevede il guidatore ed i sistemi di guida nella parte frontale, la torretta al centro e la motorizzazione nel retro del veicolo.
La torretta è di notevoli dimensioni, permettendo quindi una sistemazione relativamente confortevole per l'equipaggio. L'energia elettrica per il movimento della torretta, nel caso che il motore principale sia spento, è fornita da una turbina ausiliaria da 21 HP

### Armamento
L'armamento principale è il cannone da 152mm 2A64, con canna lunga 48 calibri, ed il proiettile standard (152 mm Frag HE OF 72) a frammentazione, quindi essenzialmente antipersonale, ad alto esplosivo, di peso superiore a 43 kg ha una velocità alla bocca di 864 m/s e gittata con tiro indiretto di 24700 m. Per il tiro diretto può usare il proiettile Krasnopol-M, a guida laser. Molto particolare è il munizionamento 3RB30, destinato alla guerra elettronica, in quanto disturba le frequenze da 1,5 a 120 MHz in un raggio di 700 m, con una gittata di 22 km. Il caricamento è automatico, per una cadenza di fuoco di 8 colpi al minuto. Il munizionamento di pronto impiego è di 50 colpi sul veicolo.

## Impiego operativo
L'esercito russo lo utilizza nei seguenti reparti:
- 129ª Divisione artiglieria
- 268ª Brigata artiglieria
- 2ª Divisione motorizzata delle guardie "Taman'"
- 3ª Divisione motorizzata Vislenskaya
- 4ª Divisione corazzata delle guardie "Kantemirovka"
- 10ª Divisione corazzata delle guardie "Urali-Leopoli"
- 4944° Deposito logistico
- 275º Reggimento artiglieria
- 6º Reggimento motorizzato
- 744º Reggimento artiglieria
- 5968° Deposito logistico
- 135º Reggimento motorizzato indipendente

Alcune fonti indicano che fu utilizzato in Cecenia.

## Varianti
- 2S19 Msta-S: versione standard
- 2S19M1: versione aggiornata con sistema di tiro GLONASS.
- 2S19M2 Msta-SM2: versione migliorata, attualmente in produzione, dotata di un nuovo sistema di controllo automatico del fuoco che aumenta la cadenza di fuoco. Sono ora disponibili mappe elettroniche digitali che accelerano notevolmente l'orientamento del terreno in condizioni geografiche difficili e consentono di eseguire missioni di tiro più veloci ed efficienti.
- 2S19M1-155: versione da esportazione da 155 mm del 2S19M1, dotato di un cannone L / 52 con una gittata di oltre 40 km.
- 2S27 Msta-K - variante su ruote basata su camion 8x8. C'erano diversi prototipi diversi, incluso uno basato su un KrAZ-ChR-3130 e due basati sull'Ural-5323
- 2S30 Iset - versione migliorata, 1 prototipo
- 2S35 Koalitsiya-SV: versione migliorata del 2S19, inizialmente proposta con torretta dotata di due cannoni sovrapposti da 152mm[5].

## Utilizzatori
- Azerbaigian: 18 unità 2S19 al 2017
- Bielorussia: 12[6]
- Eritrea
- Etiopia: al 2017, 10 esemplari in servizio
- Georgia: 3 (2 ricevuti in dono dall'Ucraina) al 2017
- Marocco: alcuni esemplari consegnati nel 2013
- Russia: 
  - Esercito della Federazione Russa: al 2020, 500 esemplari in servizio nelle varie versioni e 150 unità in riserva [7]
  - Marina russa: al 2020, 18 esemplari in servizio  [8]
- Ucraina: al 2017, 35 esemplari [9]
- Venezuela: Ejército Nacional de la República Bolivariana de Venezuela: 48 esemplari (in parte di seconda mano) acquistati tra il 2011 ed il 2014 ed in servizio al settembre 2018.[10]